# Haus des Berliner Verlags
La Haus des Berliner Verlags (letteralmente: “Casa dell'Editrice Berlinese”) è un edificio direzionale di Berlino, posto nelle immediate vicinanze dell'Alexanderplatz. Esso ospita la sede della casa editrice Berliner Verlag e numerosi uffici, fra cui le redazioni dei quotidiani Berliner Zeitung e Berliner Kurier.
L'edificio è posto sotto tutela monumentale (Denkmalschutz).

## Storia
L'edificio fu costruito dal 1970 al 1973 nell'ambito del piano di ricostruzione dell'area circostante l'Alexanderplatz; esso venne progettato da un collettivo di architetti guidato da Karl-Ernst Swora.
Nel 1993 il concorso urbanistico per il ridisegno della piazza, vinto dal progetto di Hans Kollhoff e Helga Timmermann ne decise l'abbattimento, insieme ad altri edifici circostanti, e la sua sostituzione con un gruppo di isolati dominati da grattacieli; la realizzazione di questo progetto è stata annullata.
Nel luglio 2015 l'edificio è stato posto sotto tutela monumentale (Denkmalschutz).
Nel settembre 2018 è stato annunciato un rifacimento della facciata ripristinandone l'aspetto d'origine.

## Caratteristiche
Si tratta di un edificio di 17 piani posto in fregio alla Karl-Liebknecht-Straße, in forma di lama con una lunghezza di 92 metri.
La struttura portante è in calcestruzzo armato; il disegno delle facciate, modificato dopo la riunificazione, si caratterizzava in origine per il contrasto fra le balconate continue in cemento spruzzato e le lesene verticali metalliche.
Alle due estremità sono posti due corpi bassi; quello meridionale ospitava il bar Pressecafé, esteriormente decorato da piastrelle in ceramica dipinta, opera di Willy Neubert. Sopra di esso svetta un'alta colonna pubblicitaria, che riporta il nome dell'editrice e delle maggiori pubblicazioni che vi hanno sede.